# Kotlina Turoszowska
 Kotlina Turoszowska 332.251 – dolina w południowo-zachodniej Polsce w województwie dolnośląskim, w powiecie zgorzeleckim.
Kotlina Turoszowska jest podjednostką geograficzną Obniżenia Żytawsko-Zgorzeleckiego, położoną w obrębie Pogórza Zachodniosudeckiego. Rozciąga się południkowo od Gór Izerskich na południu do Wyniosłości Działoszyna na północy. Kotlinę Turoszowską od południa ograniczają Góry Izerskie, od wschodu Pogórze Izerskie od zachodu Pogórze Wschodniołużyckie a od północy kotlinę zamyka Wyniosłość Działoszyna. Kotlina Turoszowska składa się z Obniżenia Zatonia, Doliny Miedzianki, Grzbietu Rybarzowickiego, Wysoczyzny Kopacza oraz obszaru wyrobisk i zwałowisk Kopalni „Turów”. W południowej części kotlina przecięta jest granicami państwowymi – granicą polsko-niemiecką od zachodu i granicą polsko-czeską od południa.

## Charakterystyka
Kotlina Turoszowska jest regionem wyraźnie wyodrębnionym w krajobrazie Obniżenia Żytawsko-Zgorzeleckiego]. Jest to niewielka kotlina śródgórska, położona na wysokości 235,0–270,0 m n.p.m. Charakterystycznym elementem krajobrazu w południowo-wschodniej części kotliny są ostańce bazaltowe. Najwyższym wzniesieniem kotliny jest wzniesienie Koło Obserwatora (340 m n.p.m.). Kotlina pierwotnie miała charakter płaskiej niecki o nieco pagórkowato falistym terenie, obecnie uległa wielkim przekształceniom antropogenicznym, dno kotliny straciło całkowicie swój pierwotny charakter w związku z eksploatacją złóż węgla brunatnego. Eksploatacja węgla brunatnego obniżyła dno kotliny o około 200 m. Obecnie kotlina ma kształt misy o średnicy kilku kilometrów. Wyrobiska odkrywkowe i zwałowiska kopalniane zajmują ponad połowę powierzchni kotliny. Trwałą częścią krajobrazu kotliny stało się zalesione zewnętrzne zwałowisko kopalni „Turów”, znajdującą się na północ od Bogatyni. Odkrywka razem z obszarem zwałowiska tworzy obraz specyficznego krajobrazu górniczo-przemysłowego. W południowo-wschodniej części kotliny rozciągają się zabudowania Bogatyni oraz kilku wsi położonych na zachód od niej: Opolna Zdroju, Białopola, Sieniawki i Porajowa (w latach 50. XX wieku znajdowały się tu jeszcze Rybarzowice, Biedrzychowice i Nadrzecze, obecnie wsie te pochłonęła odkrywka KWB „Turów”). Od wschodu odkrywkę otaczają: Turoszów, Zatonie-Kolonia, Trzciniec Dolny – wszystkie w granicach miasta Bogatynia.

## Budowa geologiczna
Podłoże kotliny zbudowane jest z fragmentów bloku karkonosko-izerskiego, przede wszystkim z gnejsów i granitów rumburskich, a podrzędnie – amfibolitów. W kilku miejscach starsze skały przebite są przez trzeciorzędowe bazalty. W kotlinie występują jeziorne osady (neogeńskie) iły z grubymi pokładami węgla brunatnego przykryte młodszymi warstwami osadów glin, żwirów, piasków z okresu zlodowaceń plejstoceńskich i osadami powstałymi w chłodnym, peryglacjalnym klimacie.

## Rzeźba terenu
Teren kotliny jest falisty i bardzo zróżnicowany, od pagórków i zalesionych hałd, po głębokie wyrobiska górnicze. Kotlinę urozmaicają niecki, przecinają potoki i liczne wąwozy. Szerokie obniżenie w kształcie misy, z leżącą w centralnej części kopalnią odkrywkową, silnie kontrastuje krajobrazowo z pobliskim otoczeniem.

## Wody
Obszar Kotliny Turoszowskiej położony jest w dorzeczu rzeki Odry, w obrębie zlewni rzeki Nysy Łużyckiej. Drugim pod względem długości ciekiem jest prawobrzeżny dopływ Nysy Łużyckiej Miedzianka oraz jej dopływ Jaśnica, mniejszymi ciekami kotliny są potoki: Okleśna, Biedrzychówka, Krzywa Struga, Przepiórka, Ślad, Zatonka, Rybi. Na terenie kotliny nie występują naturalne zbiorniki wodne o dużej powierzchni. Do charakterystycznych elementów sieci wodnej kotliny należą jedynie mniejsze zbiorniki wodne w postaci stawów, śródpolnych oczek wodnych i wyrobisk poeksploatacyjnych wypełnionych wodą, które zasilane są wodami powierzchniowymi. W większości są płytkie i zarastające. Pełnią nie tylko znaczącą funkcję biocenotyczną, ale stanowią także cenny element urozmaicenia rolniczego krajobrazu kotliny. W okolicy miasta Bogatynia znajduje się większy sztuczny zbiornik wodny „Zatonie” o objętości 2 mln m³. Pełni on rolę zasobnika wodnego na użytek Elektrowni „Turów” oraz Bogatyni. Decydujący wpływ na kształtowanie się warunków wodnych na obszarze kotliny ma działalność górnicza.

## Klimat
Klimat w kotlinie jest podobny jak w całej Polsce, przejściowy, kontynentalno-morski, kształtowany na przemian przez masy powietrza napływające znad Oceanu Atlantyckiego lub wschodniej Europy i Azji. Kotlina należy do cieplejszych rejonów w Polsce, charakteryzuje się przewagą wpływów oceanicznych, mniejszymi od przeciętnych amplitudami temperatur, wczesną wiosną, długim ciepłym latem, łagodną i krótką zimą oraz malejącymi opadami w kierunku centrum kraju. Średnia temperatura roczna wynosi około 8,2 ºC, średnia temperatura stycznia −1,9 ºC, a lipca 17,8 ºC. Okres wegetacyjny jest jednym z najdłuższych w Polsce i trwa średnio przez około 226 dni. Warunki klimatyczne panujące na terenie kotliny są bardzo korzystne, sprzyjają rozwojowi rolnictwa. Istotnym czynnikiem kształtującym mikroklimat kotliny stanowi odkrywka węgla brunatnego. Istniejące wyrobiska sprzyjają utrzymywaniu się nocą zastoisk chłodnego powietrza na dnie wyrobisk. Latem temperatura powietrza przy spągu wyrobiska jest w ciągu dnia wyższa o 2–3 ºC, a w nocy nawet o 4 ºC, od temperatury powietrza otoczenia odkrywki.

## Roślinność
Pierwotna szata roślinna uległa całkowitemu przekształceniu wskutek górniczej działalności człowieka, jedynie miejscami oraz w dolinach rzek i potoków zachowały się niewielkie zadrzewione tereny. Obecny charakter roślinności jest efektem przekształceń dokonanych przez człowieka. Obszar Kotliny to najsilniej zdewastowany fragment pogranicza polsko-niemieckiego. Większość obszaru stanowią tereny o bardzo niskich walorach przyrodniczych. W obrębie terenów rolniczych występują zadrzewienia i zakrzaczenia śródpolne, oraz układy zieleni przydrożnej i cieków wodnych. Pełnią one funkcje ekologiczne, krajobrazowe i ochronne. W zadrzewienia przeważają: topole, wierzby, kasztanowce, jesiony, olsze czarne oraz jarzębina, kruszyna pospolita i kalina koralowa. W związku z ograniczoną ilością naturalnej zieleni wysokiej na omawianym terenie duże znaczenie ma także zieleń towarzysząca zabudowie oraz zieleń uprawnych sadów i ogrodów. Krajobraz kotliny urozmaicają ekosystemy łąkowe które z ekosystemami leśnymi tworzą mozaikę o dużym znaczeniu biocenotyczno-środowiskowym. Niewielkie powierzchnie zajmują zbiorowiska roślinności wodnej i szuwarowej, reprezentowane przez: moczarkę kanadyjską, trzcinę pospolitą, pałki wodne, mozgę trzcinowatą oraz rzęsę drobną i żabiściek pływający. Roślinność leśna, która została wyeliminowana w związku z górnictwem węgla brunatnego, została odbudowana dzięki rekultywacji zwałowiska.
Większość zbiorowisk leśnych na terenie kotliny zalicza się do borów mieszanych. Gatunkami budującymi zbiorowiska leśne są głównie dąb szypułkowy i sosna zwyczajna. Często w różnych proporcjach udział ma także świerk pospolity, brzoza brodawkowata, buk zwyczajny, lipa drobnolistna i inne. Wilgotne dna dolinek potoków i fragmenty aluwiów nad Nysą Łużycką zajmują wilgotne grądy i łęgi jesionowo-wiązowe oraz płaty podgórskiego łęgu jesionowego i łęgu olszowego.
Ciepłolubne zbiorowiska leśne z udziałem dziko rosnącego lub zdziczałego ligustra pospolitego i tarniny występują przy nieczynnym kamieniołomie bazaltu w Markocicach. Skaliste ściany kamieniołomu porasta między innymi: rozchodnik biały i wielki, lebiodka pospolita, macierzanka wczesna.